# Anne Jerichow
Anne Noel Bevan Jerichow født Ward, (8. februar 1934 i København – 20. november 2004) var en dansk speakerpige .

## Baggrund og karriere
Anne Jerichow havde en dansk mor og engelsk far. Hun voksede op i Holte nord for København. Hun var gift to gange. Første gang Schack. Anden gang med Cand. jur. John Jerichow med hvem hun fik tre børn. 
Anne Jerichow indledte karrieren i Danmarks Radio som Scriptgirl i 1959 og blev kort efter udvalgt til en af de – dengang kolossalt populære – speakerpiger. En job hun bestred til 1971.
Derefter var hun producerassistent i musikafdelingen (1971-1974) og udsendelsesleder på DR til sin pensionering (1974-2001). I lange periode optrådte hun på skærmen. Blandt andet som studievært på programmet Næste uges TV.
Anne Jerichow var meget brugt til oplæsninger, i forskellige sammenhænge. Bl.a. medvirkede hun som speaker i filmen "Han, hun, Dirch og Dario".